# Mylabris amoenula
Mylabris amoenula là một loài bọ cánh cứng trong họ Meloidae. Loài này được Ménétriés miêu tả khoa học năm 1849.